# Шейні Дейвіс
Ше́йні Де́йвіс (англ. Shani Davis, 13 серпня 1982) — американський ковзаняр, олімпійський чемпіон.
Шейні Дейвіс виступає як на довгій, так і на короткій доріжці (шорт-трек). Дві золоті олімпійські медалі він здобув на дистанції 1000 м (довга доріжка) на Іграх у Турині та Ванкувері. На обох олімпіадах він також фінішував другим на дистанції 1500 м. Дейвіс став першим, кому вдалося захистити олімпійський титул на дистанції 1000 м.
Крім олімпійських успіхів, Шейні Дейвіс виборов велику кількість нагород на чемпіонатах світу й в інших міжнародних стартах. У 2005 та 2006 роках він здобував звання чемпіона світу в загальному заліку, в 2004 був другим. Дейвісу належать 8 світових рекордів, три з яких залишалися чинними станом на 9 березня 2009.

## Зовнішні посилання
- Досьє на sports-reference.com [Архівовано 17 квітня 2020 у Wayback Machine.]

1. ↑  BlackPast.org — 2004.